# Équipe de France masculine de basket-ball des moins de 21 ans
Maillots
Actualités
L'équipe de France de basket-ball des 21 ans et moins est la sélection des meilleurs joueurs français de 21 ans et moins. Elle est placée sous l'égide de la Fédération Française de Basket-Ball. Cette sélection regroupait les joueurs de 22 ans et moins jusqu'à l'abaissement de cette catégorie d'âge aux 21 ans et moins par la FIBA en décembre 1998. Le terme 21 ans et moins a remplacé la catégorie Espoirs. Cette catégorie d'âge n'est plus active depuis que la FIBA n'organise plus le championnat du monde des 21 ans et moins.

## Palmarès
- Championnat du monde 1993

## Parcours aux Championnats du monde
- 1993 : 2e
- 1997 : non qualifiée
- 2001 : non qualifiée
- 2005 : non qualifiée

La FIBA n'organise plus de championnat du monde dans cette catégorie d'âge.

## La sélection médaillée

### Championnat du monde 1993
- Arsène Ade-Mensah
- Thierry Becchetti
- Laurent Bernard
- Yann Bonato
- Christophe Dumas
- Frédéric Fauthoux
- Franck Mériguet
- Cheikou N'Diaye
- Jean-Gaël Percevaut
- Stéphane Risacher
- Laurent Sciarra
- Jean-Marc Sétier

- Entraîneur : Gaëtan Le Brigant